# 릴라 사바스타
릴라 사바스타(Leela Savasta, 1985년 10월 28일 ~ )는 캐나다의 배우, 모델이다.
밴쿠버에서 태어났다.

## 방송
- 배틀스타 갤럭티카 시즌4

## 영화
- 빅 아이즈 (2014년)
- 디스 민즈 워 (2012년) - 켈리 역
- 더 크레이그리스트 킬러 (2011년)
- 바이오닉 우먼 (2007년)
- 블랙 크리스마스 (2006년) - 클레어 크로스비 역
- 마스터즈 오브 호러 에피소드 12 - 헤켈의 공포 (2006년)
- 배틀스타 갤럭티카 - 2004년 시리즈 (2004년)
- 스몰빌 (2001년)